# Evangelische Kirche (Ilbeshausen)

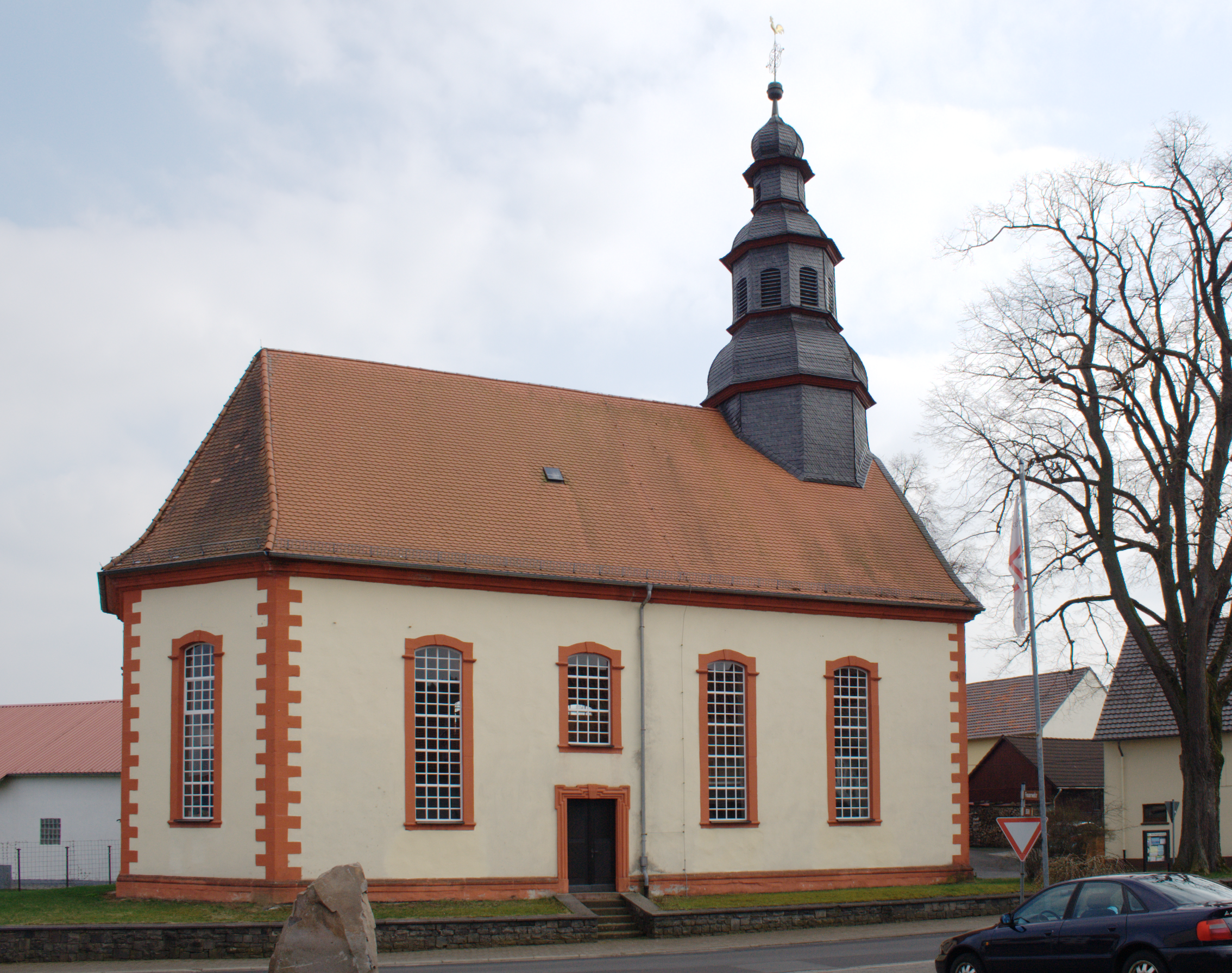
Die Kirche von Norden

Die Evangelische Kirche in Ilbeshausen ist eine spätbarocke Saalkirche im Ortsteil Ilbeshausen-Hochwaldhausen der Gemeinde Grebenhain im Vogelsbergkreis in Hessen. Sie wurde in den Jahren 1765 bis 1766 erbaut und weist zwei Vorläuferkirchen auf. Die Kirche war die Pfarrkirche des von 1728 bis 2005 eigenständigen Kirchspiels Ilbeshausen, das heute zum Evangelischen Kirchspiel Altenschlirf-Ilbeshausen-Schlechtenwegen innerhalb des Dekanats Vogelsberg der Evangelischen Kirche in Hessen und Nassau (EKHN) gehört.

## Geschichte

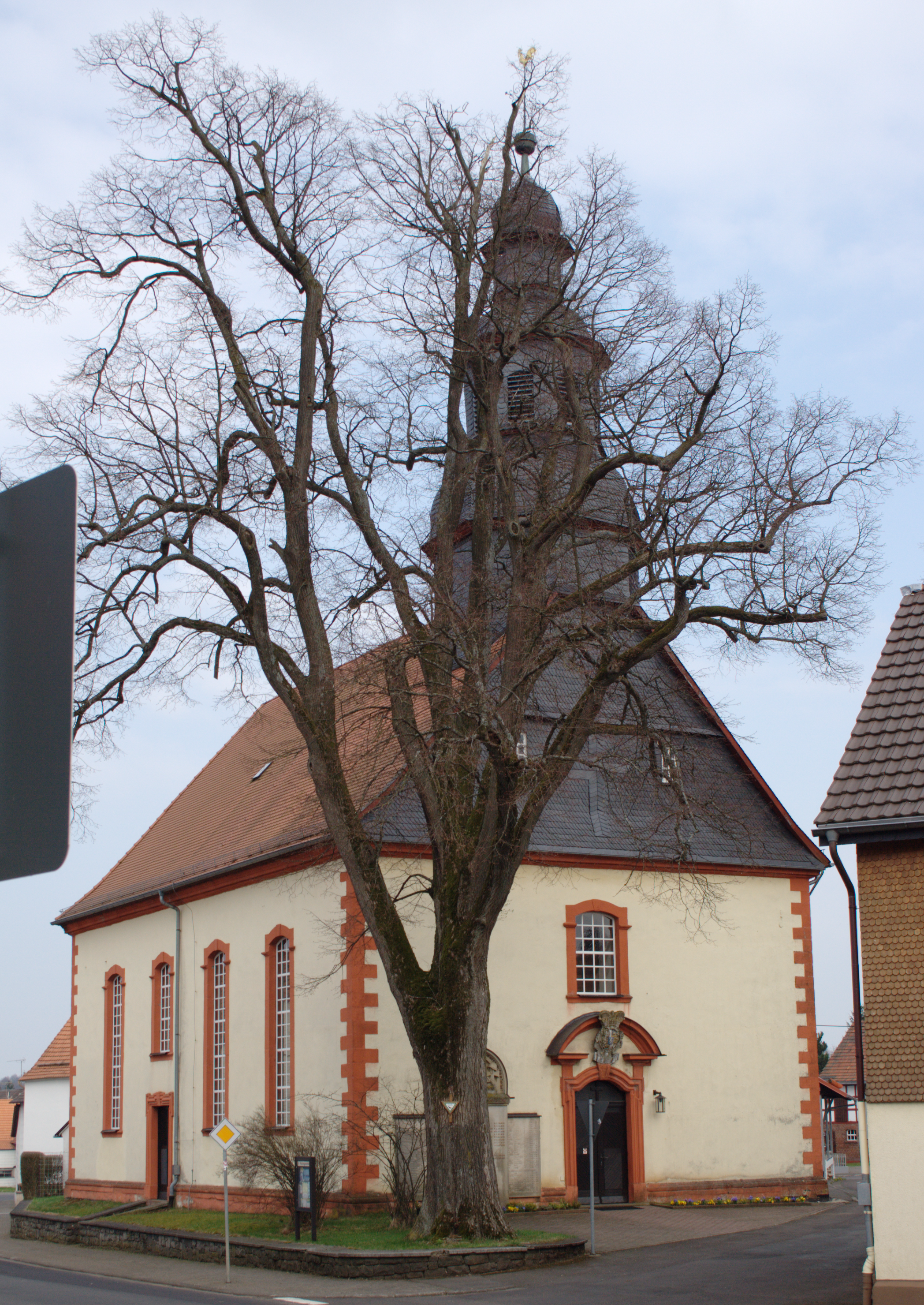
Die Kirche von Westen

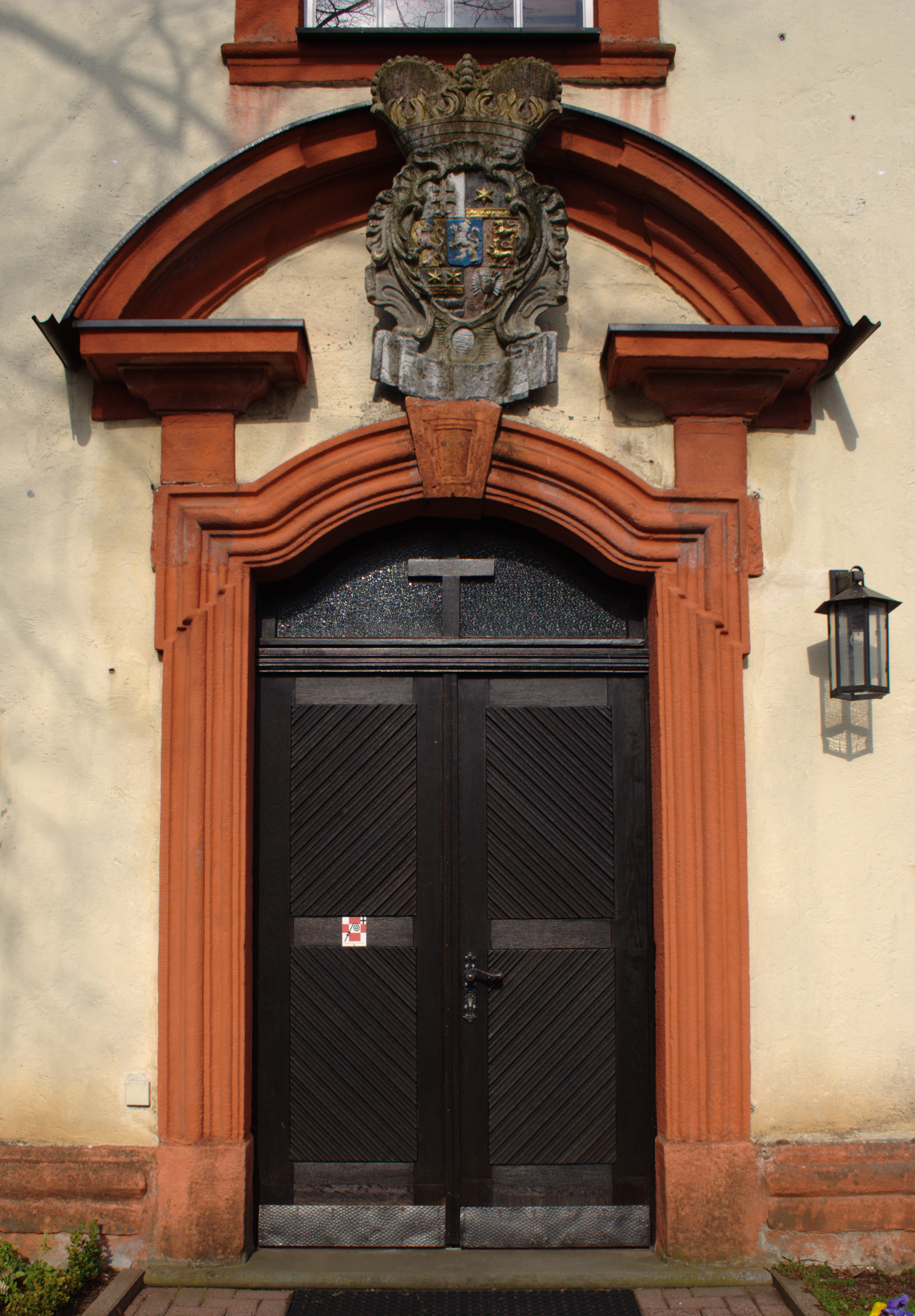
Der Haupteingang

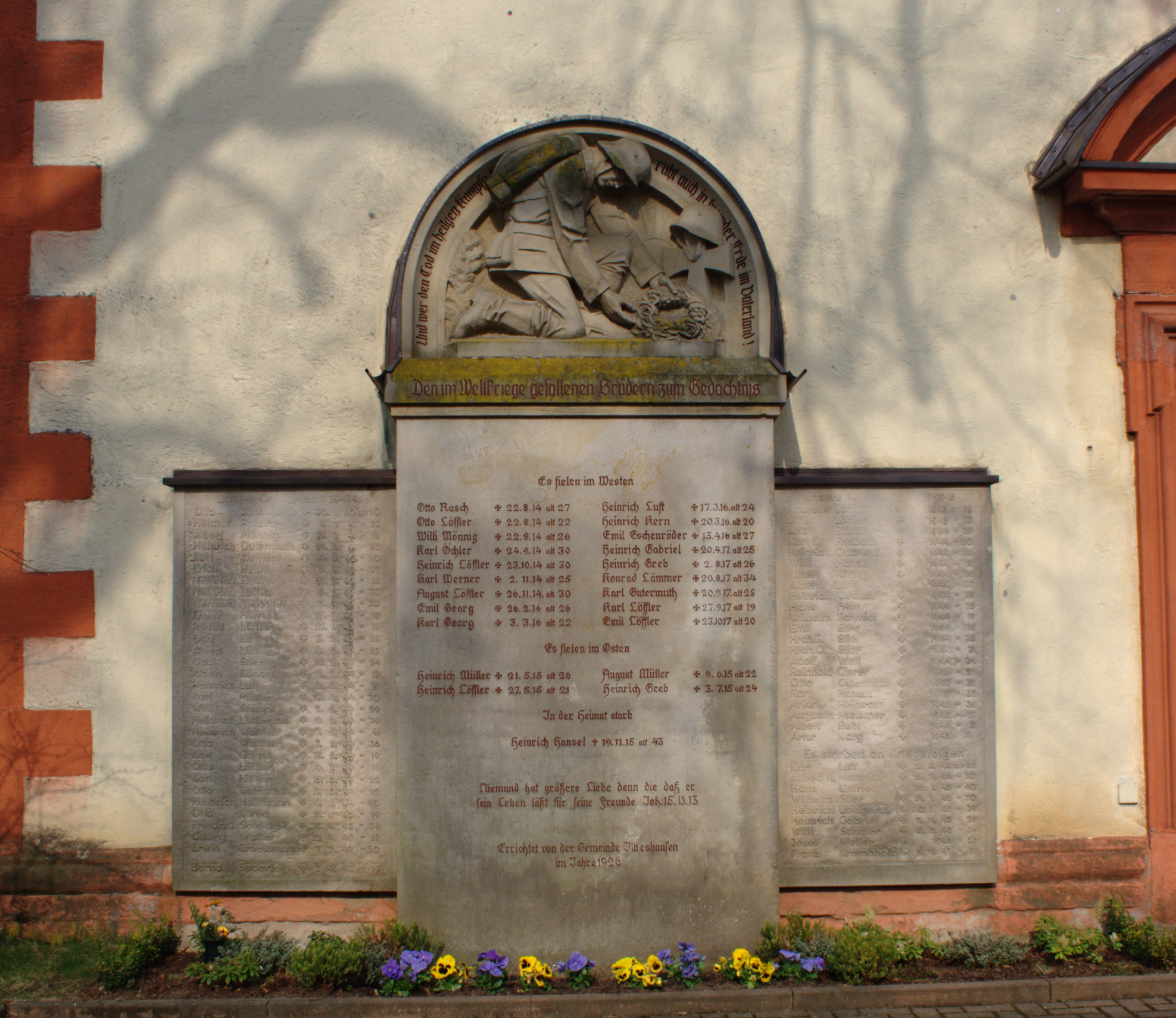
Kriegerdenkmal

Bis 1728 bildete Ilbeshausen keine eigenständige Kirchengemeinde, sondern war der bereits seit 1011 bestehenden Pfarrei Crainfeld zugeordnet. Mit dieser teilte es auch die Einführung der Reformation im Jahr 1527. Aufgrund der besonders im Winter beschwerlichen Entfernung zur Mutterkirche wurde Ilbeshausen dann 1728 zur eigenen Pfarrei ohne weitere Filialorte erhoben. Seit dem 1. Januar 2005 ist es mit der benachbarten Pfarrei Altenschlirf zum Evangelischen Kirchspiel Altenschlirf-Ilbeshausen-Schlechtenwegen vereinigt.
Im Mittelalter verfügte Ilbeshausen über zwei steinerne Kapellen. Die eine befand sich auf dem Alteberg nordwestlich des Dorfes, wo sich auch der damalige Friedhof befand, und diente, von einer Ringmauer umgeben, als Totenkirche. Es wird angenommen, dass sie ursprünglich auch für Gottesdienste der Bewohner der auf fuldischem Gebiet gelegenen späteren Wüstungen Ditzels, Gundolfs und Mitzels benutzt wurde. Die Kapelle auf dem Alteberg wurde 1801 abgebrochen, der dortige Friedhof 1876 zugunsten eines ortsnäheren aufgegeben.
Im jetzigen Unterdorf in Ilbeshausen stand eine Steinkapelle. Diese wurde im Bericht einer Visitation im Jahr 1628 als verfallen bezeichnet, anscheinend aber zunächst wiederhergestellt. 1668 wurde die vollständig baufällig gewordene Kapelle endgültig aufgegeben und an ihrem Standort und unter Einbeziehung von Mauerresten das Gemeindebackhaus erbaut. Für die alle zwei Wochen in Ilbeshausen abgehaltenen Gottesdienste wurde nun eine Fachwerkkirche gebaut. Diese erwies sich mit dem Anwachsen der Bevölkerung des Dorfes bald als zu klein.
1765 wurde die Fachwerkkirche niedergelegt und an gleicher Stelle mit dem Bau der jetzigen steinernen Kirche begonnen. Ihr Maurermeister Weber stammte aus Storndorf. Als Zimmermeister war Balthasar Weitzel aus Ilbeshausen tätig. Mehrfach fanden Renovierungen der Kirche statt, so im Jahr 1887. 1913 wurde eine neue Orgel eingebaut. An der Westseite der Kirche fand 1926 das Kriegerdenkmal für die Gefallenen des Ersten Weltkrieges aus der Gemeinde Ilbeshausen Aufstellung. Eine größere Ausbesserung der Kirche war in den Jahren 1949 bis 1951 notwendig, unter anderem, um Schäden zu beheben, die durch die Sprengungen in der benachbarten Luftmunitionsanstalt Hartmannshain im März 1945 entstanden waren.

## Architektur
Die Kirche befindet sich im Ortskern von Ilbeshausen an der Ortsdurchfahrt der Landesstraße 3140. Sie ist weiß verputzt mit Gliederungen und Gewänden aus rotem Sandstein und besitzt hohe Rechteckfenster, die nach oben hin mit einem Segmentbogen abschließen. Die Kirche schließt nach Osten hin dreiseitig ab, im Westen wird sie von einem hohen Dachreiter über dem Haupteingangsportal bestimmt. Dieses ist durch einen Segmentgiebel mit dem Wappen der Landgrafschaft Hessen-Darmstadt hervorgehoben.

## Ausstattung
Der Innenraum schließt mit einer Voutendecke ab. Die Ausstattung der Kirche war ursprünglich auf den Gesamtzusammenhang von Altar, Kanzel und Orgel hin ausgerichtet, der aber beim Einbau der neuen Orgel 1913 teilweise verloren ging. Die dreiseitige Empore war eigentlich für die männlichen Gottesdienstbesucher errichtet worden. Auf den Emporenbrüstungen sind Porträts von Personen aus dem Alten und Neuen Testament sowie Martin Luthers aufgemalt. An der Orgelempore im Chor finden sich Darstellungen aus dem Neuen Testament.
Über dem Altar befindet sich die Kanzel, die aus Holz besteht, aber Stuckmarmor imitiert und durch Medaillons mit den Porträts von Jesus und den Evangelisten ausgeschmückt ist. Die Orgel ist 1913 von Adam Eifert Nachfolger aus Stadtilm gebaut worden und löste ein noch aus der Bauzeit der Kirche stammendes Instrument aus der Werkstatt von Jost Oestreich ab, von dem nur zwei geschnitzte Wangen mit Engelsköpfen erhalten blieben.

## Glocken
Das Geläut der Kirche besteht aus drei Glocken. Die älteste wurde 1709 von Friedrich Wilhelm Otto noch für die damalige kleine Fachwerkkirche gegossen. 1877 und 1889 wurden zwei weitere Glocken gegossen, die aber 1917 abgeliefert werden mussten und eingeschmolzen wurden. 1921 wurden sie durch zwei neue ersetzt. Auch diese Glocken wurden 1942 für Rüstungszwecke beschlagnahmt und eingeschmolzen. 1950 konnte das Geläut wieder vervollständigt werden.